# Lac del Desierto
Le lac del Desierto (en espagnol : lago del Desierto) ou laguna del Desierto est un lac d'Argentine. Il est situé dans le département de Lago Argentino de la province de Santa Cruz, en Patagonie.

## Géographie

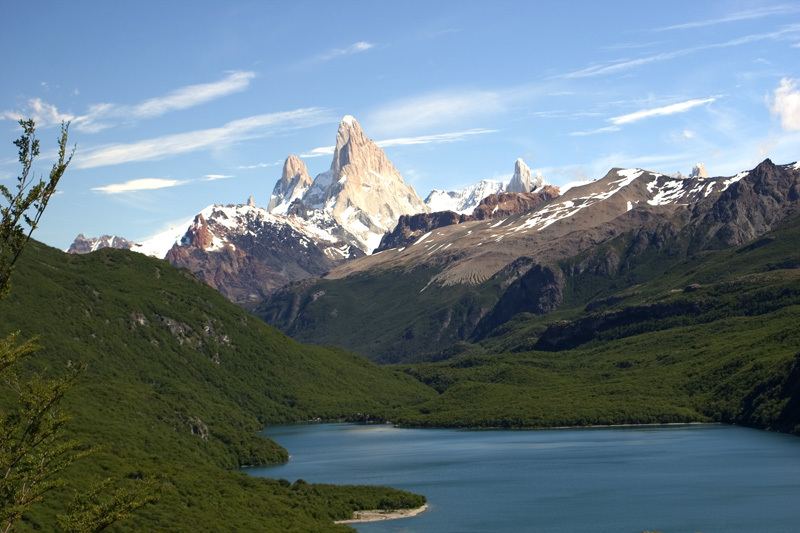
Le lac et le Cerro Chaltén ou mont Fitz Roy.

Le lac del Desierto se trouve aux abords immédiats de la frontière du Chili. Il est accessible par une route de 37 km qui part de la localité d'El Chaltén, laquelle se trouve 25 km au sud du lac.
Le lac occupe une étroite vallée de 12 km de largeur moyenne, qui court dans le sens nord-nord-est/sud-sud-ouest, à l'est du cordon principal de la cordillère des Andes, entre le lac San Martín et le mont Fitz Roy ou Chaltén. La hauteur maximale de ce cordon est de 3 406 mètres au mont Fitz Roy.
Le lac del Desierto reçoit au niveau de son extrémité septentrionale l'émissaire du petit lac Larga situé 2,5 kilomètres au nord-est.
Son émissaire est le río de las Vueltas qui part de l'extrémité sud du lac, et qui après avoir traversé le lac Azul se déverse dans le lac Viedma. Le Río Diablo, qui débouche à l'extrémité nord du lac, est un tributaire du lac.

## Histoire
En 1921, les Chiliens ont été les premiers à s'installer de manière permanente dans la région et, deux ans plus tard, des colons et des explorateurs chiliens ont découvert le lac. Le colon chilien Vicente Ovando Vargas ont commencé à s'installer dans le secteur sud du territoire en association avec les Scotsman. Donald Mc Cloud, qui exploite les terres voisines de la Laguna del Cóndor. Dans les années 1930, le père Alberto María de Agostini indique au Chilien Ismael Sepúlveda et à son épouse Sara Cárdenas Torres la colonie située sur la rive nord. En 1935, Héctor Puchi, un fonctionnaire de la Magallanes , visita la région et donna un titre provisoire à Sepúlveda. Les explorateurs F. Reichert et Ilse Von Renzel séjournent chez la famille Mansilla en 1932. Le gouvernement chilien accorda d'autres titres fonciers en 1934 et 1937.

## Conflit frontalier

Sur cette carte, le conflit territorial entre les deux pays est montré.

La zone entre le jalon 62 sur la rive sud de lac O'Higgins/San Martín et le mont Fitz Roy, dans laquelle se trouve le lac del Desierto, est l'objet d'un conflit frontalier entre l'Argentine et le Chili. Ce dernier est résolu le 21 octobre 1994 par la décision d'un tribunal arbitral, qui se prononce en faveur de la position argentine sur une zone disputée de 481 km2. La décision est validée le 13 octobre 1995, après que le même tribunal a rejeté la demande de réexamen déposée par le Chili.